# No Room for Squares
No Room for Squares ist das 13. Album des Tenorsaxophonisten Hank Mobley für das Jazz-Label Blue Note Records. Das Album entstand während zweier Sessions unter prominenter Mitwirkung der Trompeter Donald Byrd und Lee Morgan sowie der Pianisten Herbie Hancock und Andrew Hill im März bzw. im Oktober 1963.

## Albumtitel
Als „square“ (engl. „quadratisch“) bezeichnete man im Jive-Talk bzw. Jazz-Jargon der Sechzigerjahre, dem Entstehungszeitraum des Albums, alle Menschen, die nicht „hip“ waren, also die Spießer oder „Quadratschädel“. Eine zweite Bedeutung bekommt der Albumtitel, wenn man bedenkt, dass Schallplatten rund sind, aber in einer quadratischen Plattenhülle stecken. Das Coverdesign von Reid Miles unter Verwendung eines Schwarzweißfotos von Label-Mitinhaber Francis Wolff greift diese Bedeutungsebenen spielerisch auf.

## Hintergrund
Hank Mobley hatte auf den vorangegangenen Alben mit Miles Davis’ Pianisten Wynton Kelly zusammengearbeitet. Dabei waren zeitlose Platten wie Peckin' Time, Soul Station, Roll Call und Workout entstanden. Doch Wynton Kelly hatte sich 1963 von Miles Davis gelöst und mit dem Bassisten Paul Chambers und dem Schlagzeuger Jimmy Cobb seine eigene Band gegründet. Als Bandleader stand er für eine Session nicht zur Verfügung.
Mobley griff auf den neuen Hauspianisten bei Blue Note, den zehn Jahre jüngeren Herbie Hancock, zurück. Bei der Session vom 7. März 1963 spielten sie mit Donald Byrd und Butch Warren mehrere Stücke ein, von denen die beiden Eigenkompositionen Up a Step und Old World, New Imports für das Album verwendet wurden. Vier weitere Stücke landeten auf dem Nachfolger The Turnaround!, darunter East of the Village und The Good Life. Mobley revanchierte sich zwei Wochen später – am 19. März – für Hancock Unterstützung und begleitete den Pianisten auf dessen zweitem Album My Point of View.
Bei der Session vom Oktober 1963 wurde Mobley von dem gleichaltrigen Pianisten Andrew Hill und dem Trompeter Lee Morgan, der schon vier Jahre zuvor an dem Album Peckin' Time mitgewirkt hatte, begleitet. Die dabei aufgenommenen Stücke bilden den Großteil der Platte. Nicht verwendete Tracks beider Sessions erschienen posthum auf der Bonus-CD des Albums Straight No Filter im Jahr 2001.

## Rezeption
Thom Jurek von AllMusic schreibt: „All eight cuts here move with similar fluidity and offer a very gritty and realist approach to the roots of hard bop. Highly recommended.“ Er gibt dem Album 4 von 5 möglichen Sternen.
Das User-Rating fällt mit 5 Sternen bei 110 Wertungen höher aus. In der Publikumsgunst rangiert No Room for Squares gleich nach Mobleys Album Soul Station.

## Titel
Alle Kompositionen stammen von Hank Mobley bzw. Lee Morgan. Die Aufnahmen entstanden am 7. März 1963 (+) bzw. am 2. Oktober 1963 (alle übrigen).
Seite A
1. Three Way Split – 7:49
2. Carolyn – 5:30 (Lee Morgan)
3. Up a Step – 8:31 (+)
Seite B
4. No Room for Squares – 6:57
5. Me 'N You – 7:17 (Lee Morgan)
6. Old World, New Imports – 6:08 (+)
CD-Bonustracks
7. Carolyn (Alternate take) – 5:35 (Lee Morgan)
8. No Room for Squares (Alternate take) – 6:45

## Produktion
- Produzent: Alfred Lion
- Toningenieur: Rudy Van Gelder
- Fotograf: Francis Wolff
- Design: Reid Miles
- Liner Notes: Joe Goldberg